# Cremnops desertor
Cremnops desertor – gatunek błonkówki z rodziny męczelkowatych.

## Budowa ciała
Osiąga 5-9 mm długości ciała. Ubarwienie ciała pomarańczowe. Wierzchołki goleni oraz stopy tylnej pary odnóży zazwyczaj czarne.  Przednia para skrzydeł przyciemniona z trzema (rzadziej dwiema) poprzecznymi jasnymi smugami.

## Zasięg występowania
Gatunek szeroko rozprzestrzeniony w Starym Świecie. W Europie notowany w Austrii, Belgii, Bułgarii, Czarnogórze Czechach, Finlandii, we Francji, w Holandii, na Litwie, Łotwie, w Niemczech, Polsce, europejskiej części Rosji (bez dalekiej północy), Serbii, na Słowacji, w Szwajcarii, Szwecji, Turcji, na Ukrainie, Węgrzech i we Włoszech. Spotykany również w Afryce. Introdukowany w Ameryce Północnej – notowany w Ottawie w Kanadzie oraz w Dystrykcie Kolumbii i w Massachusetts w USA.

## Biologia i ekologia
Spotykany w lasach, zaroślach, ogrodach, na łąkach i polanach. Imago aktywne zwykle od czerwca do sierpnia. Larwy są parazytoidami gąsienic motyli z rodzin omacnicowatych i wachlarzykowatych (np. przezierka prosowianka i przezierka szybianka). Za wątpliwe uznaje się doniesienia o żywicielach z innych rodzin. 